# Henczil Hokindorf
Henczil Hokindorf (auch Hoykindorf) war ein im Mittelalter amtierender Dresdner Ratsherr und Bürgermeister.
1337 gehörte Henczil Hokindorf erstmals dem Dresdner Rat an. 1362 ist er als Bürgermeister Aussteller einer Urkunde vom 18. März. Auch in den Jahren 1375 und 1380 wird er erneut als Bürgermeister erwähnt. Letztmals taucht sein Name im Jahr 1380 in den Ratsakten auf. Ein Nachkomme, evtl. sein Sohn, Nicolaus Hoykendorff war ab 1399 ebenfalls mehrfach Dresdner Bürgermeister.